# Antonio Doria Pamphilj

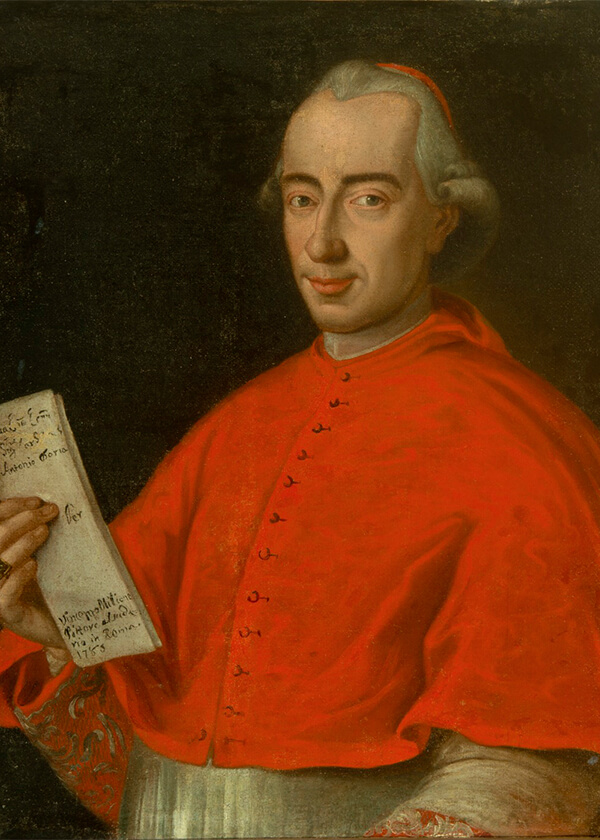
Kardinal Antonio Doria Pamphilj

Antonio Doria Pamphilj (* 28. März 1749 in Neapel; † 31. Januar 1821 in Rom) war ein Kardinal der Römischen Kirche. Er entstammte der italienischen Adelsfamilie Doria, die das Erbe der im Mannesstamm erloschenen Familie Pamphilj angetreten hatte.

## Leben
Seine Eltern waren Giovanni Andrea IV. Doria-Landi-Pamphilj und Eleonora Carafa della Stadera. Antonio Doria Pamphilj war der Bruder von Kardinal Giuseppe Maria Doria Pamphilj (1751–1816) und Onkel von Kardinal Giorgio Doria Pamfilj Landi (1772–1837).
Die Familie lebte anfänglich in Genua, Antonio erhielt privaten Schulunterricht. Nach der Übersiedlung nach Rom im Jahr 1761 studierte er gemeinsam mit seinem Bruder Giuseppe. 1769 schloss er an der Universität La Sapienza mit dem Doktor der Rechte für das Zivil- und Kirchenrecht ab. Hiernach trat er in die Dienste von Papst Clemens XIV. ein und war Sekretär in der päpstlichen Prälatur. 1780 wurde er Pfarrer an der römischen Basilika Santa Maria Maggiore.

## Kardinal
Im Konsistorium vom 14. Februar 1785 wurde er, gemeinsam mit seinem Bruder, mit einem entsprechenden Dispens, von Papst Pius VI. (1775–1799) zum Kardinal kreiert und folgenden April zum Kardinaldiakon von Santi Cosma e Damiano (Rom) ernannt, worauf er im Mai die Diakonenweihe empfing. Der Dispens war notwendig, da zu diesem Zeitpunkt gegen die Vetternwirtschaft am päpstlichen Hof vorgegangen wurde. Es schlossen sich nun hochrangige Verwendungen und Aufgaben an. 1789 erhielt er die Titeldiakonie vom Santa Maria ad Martyres, 1800 wechselt er nach Santa Maria in Via Lata. Seine weiteren Kurienämter waren von 1818 bis 1819 Kämmerer des Heiligen Kardinalskollegiums und 1819 bis 1821 Erzpriester der Basilika di Santa Maria Maggiore. Von 1798 bis 1821 war Kardinal Pamphilj als dienstältester Kardinaldiakon gleichzeitig Kardinalprotodiakon. Er nahm am Konklave 1799–1800 teil, das Pius VII. zum Papst wählte. Als Kardinalprotodiakon kam ihm die Aufgabe zu, die Wahl des neuen Papstes zu verkünden und  diesen zu krönen. Antonio Pamphilj starb am 31. Januar 1821 und wurde in der Familiengruft der Kirche Sant’Agnese in Agone in Rom beigesetzt.